# 中野猛雄
中野 猛雄（なかの たけお、1883年〈明治16年〉11月2日 - 1950年〈昭和25年〉8月27日）は、日本の政治家。衆議院議員（4期）。

## 経歴
熊本県天草郡碇石村（現・天草市）生まれ。1907年（明治40年）早稲田大学政治経済科卒。宮地岳村長を務めた。1923年（大正12年）、熊本県会議員選挙に天草郡選挙区から立憲政友会公認で立候補して当選した。1927年（昭和2年）に退任した。1928年（昭和3年）の第16回衆議院議員総選挙で熊本2区（当時）から立憲政友会公認で立候補して初当選。以来4回連続当選した。
他、肥州窯業、九州新聞（現：熊本日日新聞）の各社長、中西銀行、九州商船などの取締役も務めた。
戦後、公職追放となった。追放中の1950年8月27日14時20分、天草郡本渡町（現・天草市）の自宅で死去した。

## 家族
- 娘婿 - 吉田重延[9]（衆議院議員）